# Toni Auer
Anton „Toni“ Auer (* 2. Februar 1937 in München; † 15. Juli 2023 in Nürnberg) war ein  deutscher Radrennfahrer.

## Sportliche Laufbahn
Sein erstes Radrennen fuhr Toni Auer im Alter von 14 Jahren. Trotz zahlreicher Erfolge im Straßenradsport, so etwa der Sieg bei der Deutschen Straßenmeisterschaft der A-Jugendklasse 1954, konzentrierte er sich in den folgenden Jahren auf die Bahn und wurde Mitglied der Nationalmannschaft.
1958 wurde Toni Auer gemeinsam mit Walter Sonntag auf der Radrennbahn im Frankfurter Waldstadion Deutscher Meister im Tandemrennen der Amateure. Beide Fahrer starteten für den RV Sturmvogel München. Zudem wurde Auer mehrfach bayerischer Meister. Anschließend wechselte er zu den Profis. 1959 belegte er bei der deutschen Meisterschaft im Sprint den dritten Platz, hinter Werner Potzernheim und Günther Ziegler.
1960 nahm Anton Auer in Nürnberg an einem Steherlehrgang teil und fuhr zwei Jahre hinter Motoren. Bei einem dieser Rennen lernte er seine spätere Ehefrau Charlotte kennen und zog ihretwegen nach Nürnberg.

## Diverses
Nach Beendigung seiner aktiven Radsport-Karriere war Auer von 1986 bis 2005 Chef der Radrennbahn Reichelsdorfer Keller in Nürnberg und sorgte mit seinem Engagement dafür, dass Steherrennen auch heute noch in Nürnberg populär sind. Von 1970 bis 1982 war er Vorsitzender des RV Union 1886 Nürnberg. Für den Bayerischen Radsportverband war er viele Jahre lang als Schatzmeister und Revisor tätig.
1997 verlieh ihm Bundespräsident Roman Herzog die Verdienstmedaille des Verdienstordens der Bundesrepublik Deutschland für seine Verdienste um den Radsport.
Toni Auer starb am 15. Juli 2023 im Alter von 87 Jahren.